# League 1 (rugby à XIII)
Pour les articles homonymes, voir Championship.
La League 1, (aussi appelé Kingstone Press League 1 pour des raisons de parrainage), est la compétition de rugby à XIII située au troisième échelon en Angleterre derrière la Super League et le Championship. Le nombre d'équipes participantes a varié au cours de l'histoire de la compétition. En 2018, il est fixé à onze équipes. Au cours de son existence, la compétition a également intégré des clubs français, canadiens et gallois. 

## Palmarès
| Édition | Champion                      |
| ------- | ----------------------------- |
| 2003    | Keighley Cougars              |
| 2004    | Barrow Raiders                |
| 2005    | York City Knights             |
| 2006    | Dewsbury Rams                 |
| 2007    | Celtic Crusaders              |
| 2008    | Newcastle Thunder             |
| 2009    | Dewsbury Rams                 |
| 2010    | Hunslet Hawks                 |
| 2011    | Swinton Lions                 |
| 2012    | Doncaster RLFC                |
| 2013    | North Wales Crusaders         |
| 2014    | Hunslet Hawks                 |
| 2015    | Oldham Roughyeds              |
| 2016    | Rochdale Hornets              |
| 2017    | Wolfpack de Toronto           |
| 2018    | York City Knights             |
| 2019    | Whitehaven RLFC               |
| 2020    | Annulé pour cause de pandémie |
| 2021    | Barrow Raiders                |
| 2022    | Keighley Cougars              |
| 2023    | Dewsbury Rams                 |
| 2024    | Oldham Roughyeds              |

## Équipes 2023
| Équipe                | Ville, Région                   |
| --------------------- | ------------------------------- |
| Cornwall RLFC         | Penryn, Cornouailles            |
| Doncaster RLFC        | Doncaster, Yorkshire du Sud     |
| Hunslet Hawks         | Leeds, Yorkshire de l'Ouest     |
| London Skolars        | Haringey, Grand Londres         |
| Midlands Hurricanes   | Birmingham, Midlands de l'Ouest |
| Newcastle Thunder     | Newcastle, Tyne and Wear        |
| North Wales Crusaders | Wrexham, Pays de Galles         |
| Oldham RLFC           | Oldham, Grand Manchester        |
| Rochdale Hornets      | Rochdale, Grand Manchester      |
| Workington Town       | Workington, Cumbria             |

## Expansion
La politique de la «Rugby Football League » est marquée par une volonté d'expansion de sa structure à des clubs anglais mais également étrangers. En 2011, la RFL valide le dossier de quatre clubs ayant fait part de leur candidature à savoir les  Gloucesthershire , les All-Golds, les Hemel Stags, Oxford RLFC (tous trois introduits en 2013) et les Coventry Bears (intégration en 2014). 
En 2016, le club français Toulouse olympique XIII intègre à son tour la compétition puis en 2017 le club canadien Toronto Wolfpack. Ce dernier est la première intégration d'un club non-européen dans la compétition.
Il y a d'autres candidatures pressenties, notamment celle d'un projet français avec une équipe nommée les Chevaliers Cathares, qui regrouperait les clubs de Carcassonne, de  Limoux et de Lézignan. Fin des années 2010, ce projet n'a toujours pas vu le jour.